# Медина Канталехо, Луис
Луи́с Меди́на Кантале́хо (исп. Luis Medina Cantalejo; род. 1 марта 1964, Севилья) — испанский футбольный арбитр. Арбитр ФИФА с 2002 года. Считается[кем?] одним из лучших рефери Европы.
Канталехо живёт в испанском городе Томарес неподалёку от Севильи.

## Судейская карьера
Луис — потомственный арбитр: его отец и дед также судили футбольные матчи Примеры. Сам он провёл первый матч в качестве профессионального судьи в 1995 г., а в 1998 г. состоялся его дебют в Примере — это был матч «Реал Сосьедад» — «Овьедо». К 2002 году Луис попал в список топ-арбитров лиги и стал получать назначения на главные матчи, в том числе между «Реалом» и «Барселоной». С тех пор он считается одним из ведущих рефери Испании.
Луис Медина Канталехо неоднократно обслуживал матчи Лиги Чемпионов и Кубка УЕФА, международные матчи с участием сборных команд (с 2004), хотя на финальную часть Евро-2008 не попал.
В матче 1/8 финала чемпионата мира по футболу 2006 года между сборными командами Италии и Австралии. Российским болельщикам Канталехо известен в том числе как арбитр отборочного матча Евро-2008 Россия-Англия (2:1). Кроме того, он несколько раз обслуживал матчи российских клубов в еврокубках.
20 мая 2009 года Луис Медина Канталехо судил последний финал Кубка УЕФА.

### Удаления
В ходе карьеры Канталехо не раз случалось удалять с поля известных футболистов. В частности, красные карточки от него получали Дэвид Бекхэм, Луиш Фигу и Марко Матерацци.
Также Луис поучаствовал в довольно известном эпизоде, произошедшем в финальном матче чемпионата мира 2006 года между сборными Франции и Италии, на котором Канталехо был резервным арбитром. Главный судья пропустил эпизод, когда Зинедин Зидан боднул Марко Матерацци. В итоге Зидан всё равно был удалён, но только после подсказки Канталехо. Впоследствии Луис подвергся обвинениям, что и сам он заметил нарушение только после просмотра видеоповтора.

## Интересные факты
- На самом деле Луис собирался стать футболистом, а в рефери переквалифицировался «временно» по совету отца на третьем курсе, чтобы избежать проблем с сессией.
- В 2005 году Канталехо судил матч чемпионата России между ЦСКА и «Зенитом».
- На чемпионат мира 2006 года Луис попал только благодаря тому, что двое других арбитров — помощники Мануэля Мехуто Гонсалеса — не прошли тесты по физической подготовке.